# Leisure Suit Larry: Love for Sail!
Leisure Suit Larry: Love for Sail! es el séptimo videojuego de la serie de Leisure Suit Larry. Tiene mejores características, gráficas tipo caricatura y los diálogos completamente doblados. Fue el último videojuego de Larry creado por Al Lowe. Tras haber realizado muchos de los videojuegos de Larry se observó que no contenían todo el contenido crudo cuando eran analizados, en esta entrega se incluyen más elementos de riesgo. Este fue el primer videojuego de Larry en recibir una clasificación del ESRB en su entrega original (los videojuegos anteriores la recibieron tras el relanzamiento de los mismos).

## Argumento
Love for Sail! fue el primer videojuego de Larry desde el tercero en retomar el argumento inmediatamente donde su predecesor lo dejó. Típicamente, muestra a Larry siendo dejado por la mujer que representaba la última meta de Larry 6, Shamara.
La fórmula del juego viene siendo la misma que en entregas anteriores: el "giro" es que Larry es un pasajero en un crucero lleno de personajes famosos parodiados. Entre los otros pasajeros se encuentran "Drew Baringmore" (Drew Barrymore), "Dewmi Moore" (Demi Moore), "Victorian Principles" (Victoria Principal), "Jamie Lee Coitus" (Jamie Lee Curtis), "Nailmi" y "Wydoncha Jugg" (Naomi and Wynonna Judd) y "Annette Boning" (Annette Bening). Algunos otros iconos pop también son parodiados, tales como la pandilla de Archie jugando voleibol desnudos, algunas encarnaciones de James Bond en el casino del barco (haciendo un homenaje parodiando al Casino Royale de Peter Sellers), un empleado de Sierra vestido como Sailor Moon, y el icono porno Ron Jeremy caminado por los alrededores desnudo. La mayoría de los personajes masculinos (Peter el contador, Johnson el barman, Dick el asistente del guardarropa, Wang el sirviente de cocina, Bob Bitt el artista) son nombrados como eufemismos del pene o de una u otra forma relacionados con él (Bob Bitt, por ejemplo, es nombrado como John Wayne Bobbitt; el personaje comparte el primer nombre y tiene una remembranza pasable al artista Bob Ross).
El argumento gira en torno al intento de Larry en ganar el concurso semanal llevado a cabo en el barco por el capitán Thygh, una rubia espléndida. El concurso involucra una serie de otros juegos variando de competiciones de deporte legítimas tales como bolos (bowling), a cosas más sucias como una máquina creada para probar las proezas sexuales de uno. A cada pasajero le es entregado una tarjeta con la selección de las diferentes competiciones en las que participará, y el pasajero como el mayor marcador acumulado al final de la semana gana. El premio es una semana adicional con los gastos pagados compartiendo la cabina del capitán (y presumiblemente también la cama).
El jugador debe encontrar una variedad de maneras de hacer trampas en cada competición asignada a Larry, para que pueda obtener la mayor puntuación y ganar el concurso. Entre las competiciones seleccionadas para Larry se encuentra el concurso de cocina, el "mejor vestido", un juego de herraduras de caballo, bolos, la potencia sexual y otros. Algunas veces Larry gana estas competiciones sin hacer trampa, pero por un inesperado giro en el destino ocasionado por sus acciones (muchas veces involuntarias). Como es el caso durante el encuentro de Larry con el diseñador Jamie Lee Coitus ocasiona que su traje llegue a ser lo máximo en la moda; como tal gana la competición del mejor vestido.
También fue el primer videojuego de Larry en incluir un minijuego completo (sin incluir los juegos de casino incluidos en entregas anteriores, los cuales eran indispensables para la trama): recoger los consoladores de franjas rojas y blancas escondidos (¿Dónde está Dildo?, un juego de palabras de ¿Dónde está Wally?), el jugador puede desbloquear pin-ups de alta calidad de las damas del juego para usarlas como fondo de pantalla (las imágenes son archivos BMP de Windows almacenados en el subdirectorio de Drivers bajo los nombres Memory1.drv ... Memory8.drv; pueden ser abiertos con cualquier programa de gráficos).

## Desarrollo
Los jugadores también podían "aparecer" en el juego poniendo muestras de voz grabadas de los diálogos seleccionados y una foto digitalizada en un directorio determinado (por defecto era Al Lowe). Debido a limitaciones de tiempo, la información no fue puesta en el manual, pero si fue publicada solamente en anuncions en línea posteriores.
Love for Sail! también tenía unas interpretaciones más literales de los Huevos de Pascua: cuando ciertas acciones oscuras son ejecutadas, un pequeño icono representando un Huevo de Pascua parpadea en una de las esquinas de la pantalla. Esto normalmente indica que una escena de seducción puede aparecer con desnudos, cuando normalmente era oscurecida.
Debido a la falta de información, y la oscuridad de los Huevos de Pascua que no podían ser adivinados, esta información fue liberada por el sitio de Sierra, algunos meses después del lanzamiento del juego.
El videojuego también incluía un "CyberSniff 2000", una hoja numerada con papel que podía olerse, correspondiendo a un número en pantalla en determinado lugar, el jugador podía obtener una esencia de lo que en esa área podía olerse.